# الحملة الأطلسية عام 1806
الحملة الأطلسية عام 1806 هي سلسلة معقدة من المناورات والهجمات المضادة التي أجرتها أساطيل من البحرية الفرنسية والبحرية الملكية البريطانية في المحيط الأطلسي خلال ربيع وصيف عام 1806، ضمن إطار الحروب النابليونية. أعقبت هذه الحملة حملة ترافالغار في العام السابق، والتي عبر فيها الأسطول الفرنسي المتوسطي المحيط الأطلسي، وعاد إلى أوروبا وانضم إلى الأسطول الإسباني. في 21 أكتوبر 1805، دمر الأسطول البريطاني بقيادة اللورد نيلسون هذه القوة المشتركة في معركة ترافالغار، إلا أن الحملة لم تنته حتى 4 نوفمبر 1805 تزامنًا مع معركة كيب أورتغال. ظن اللورد الأول للأميرالية، اللورد برهام، أن البحرية الفرنسية لن تتمكن من تنظيم المقاومة في البحر خلال فصل الشتاء، فأمر بانسحاب أسراب الحصار البريطانية إلى الميناء. لم يُصب برهام في تقديره –إذ لم يشارك الأسطول الأطلسي الفرنسي، الموجود في بريست، في حملة ترافالغار أي أنه كان بكامل قوته. استغل نابليون تخفيض القوات البريطانية خارج الميناء، وأمر سربين كبيرين بالإبحار، في إطار تعليمات لمداهمة طرق التجارة البريطانية مع تجنب الاتصال بقوات البحرية الملكية المكافئة.
علمت الأميرالية في لندن بالتحركات الفرنسية بعد 12 يومًا من مغادرة السرب بريست في 13 ديسمبر 1805، بينما كانت الأسراب الفرنسية في عمق المحيط الأطلسي في ذلك الوقت، أحدها بقيادة نائب الأدميرال كورنتين أوربين ليسيج الذي أبحر في منطقة البحر الكاريبي والآخر بقيادة الأدميرال جان بابتيست ويلوميز مبحرًا إلى جنوب المحيط الأطلسي. حُشد سربين بريطانيين على عجل وأُرسلا لمطاردة الفرنسيين، أحدهما بقيادة الأدميرال السير ريتشارد ستراشان والآخر بقيادة الأدميرال السير جون بورلاس وارن. انضم سرب ثالث لهما بقيادة الأدميرال السير جون توماس داكويرث، الذي غادر محطته قبالة قادس عندما علم بأخبار حول توجه سرب فرنسي إلى جنوبه وعبر بعد ذلك المحيط الأطلسي لمطاردة ويلوميز. تمكن ويلوميز من الهروب إلى جنوب المحيط الأطلسي، إلا أن الحظ لم يحالف ليسيج وعثرت قوة مشتركة بقيادة دكوورث والأدميرال ألكسندر كوكران على سربه ودمرته في معركة سان دومينغو في فبراير 1806. اشتركت أسراب أخرى في البحر في الحملة، منها سرب صغير داهم الساحل الأفريقي بقيادة الأدميرال البحري جان مارث أدريان لهيرميت في أغسطس 1805 ولكنه فشل في هزم قوات بريطانية كبيرة، بينما اعترض بقايا سرب فرنسي بقيادة الأدميرال تشارلز ألكسندر دوراند لينوي الذي كان يبحر في المحيط الهندي منذ عام 1803 وهزمه وارن في مارس، بعد أن واجهه صدفة في رحلة العودة إلى فرنسا.
لم يحقق ويلوميز سوى نجاح طفيف في عملياته في جنوب المحيط الأطلسي ومنطقة البحر الكاريبي، وعلق في إعصار صيفي أثناء رحلة عودته ما أدى إلى تشتت سفنه على طول الساحل الشرقي لأمريكا الشمالية. اعترضت القوات البريطانية أحد السفن ودمرتها بينما تعرضت بقية السفن لأضرار بالغة في العاصفة لدرجة أرغمت الفرنسيين على الاحتماء في الموانئ الأمريكية. عاد الناجون إلى بريست تدريجيًا خلال الخريف، ووصل آخرهم في مطلع عام 1807. هذه الحملة هي آخر عملية مهمة في المحيط الأطلسي لبقية الحرب، ولم يغادر أي سرب فرنسي موانئ بيسكاي حتى عام 1808. أصبح الأسطول الفرنسي ضعيفًا جدًا بسبب الخسائر التي عانى منها سرب بريست لدرجة لم تسمح له بالمشاركة في عملية كبيرة حتى عام 1809، عندما انتهت محاولة الخروج من بريست بالهزيمة في معركة طرق الباسك.